# 安村和雄
安村 和雄（やすむら かずお、1920年10月 - 1995年9月15日）は、日本の裁判官。

## 概要
東京帝国大学法学部卒業。1935年に司法官試補となり、東京地裁判事、宇都宮地・家裁所長、最高裁首席調査官を経て、1971年10月から東京地裁所長、1973年2月に最高裁事務総長、1974年12月に東京高裁長官に就任。1975年10月に定年退官。
1976年4月に法制審議会監獄法改正部会部会長を務め、代用監獄制度について1979年11月に運用を改善する事で存続するという結論を出した。1979年3月に日本プロ野球選手会初代理事長に就任。1980年10月に公安審査委員会委員長に就任。
1995年9月15日に東京都新宿区の病院で死去。